# Ritter Trenk (Film)
Ritter Trenk ist ein Animationsfilm von Anthony Power nach der gleichnamigen Kinderbuchreihe Der kleine Ritter Trenk von Kirsten Boie. Der Kinostart in Deutschland war am 5. November 2015.

## Handlung
Der Bauernsohn Trenk träumt davon, Ritter zu werden, und seinen zu Unrecht in den Kerker geworfenen Vater zu befreien. Als der Fürst verspricht, demjenigen einen Wunsch zu erfüllen, der das Land vom bösen Drachen befreit, sieht Trenk seine Chance gekommen. Zunächst muss er jedoch in die Garde der fürstlichen Ritter aufgenommen werden und dazu ein gefährliches Ritterturnier gewinnen. Bei seinem Unterfangen, ein echter Ritter zu werden, erhält er Unterstützung von Burgfräulein Thekla, ihrem Vater, dem Ritter Hans und dem Gaukler Momme, und bewährt sich schließlich beim Turnier sowie im Kampf gegen den Drachen.

## Kritik
Der Filmdienst urteilte, der Film konzentriere „sich ganz auf die sympathische Hauptfigur und den imposanten, dabei aber nicht furchteinflößenden Drachen“ und würde dabei an „japanische Serienklassiker der 1970er-Jahre“ erinnern. Dank der „amüsanten Verspieltheit und der optimistischen Grundstimmung“ sei er „auch für Kinder im Vorschulalter geeignet“.

## Ritter Trenk op Platt
Im Oktober 2018 kam mit Ritter Trenk op Platt eine niederdeutsche Synchronfassung in die Kinos. Das nichtkommerzielle Projekt soll Kindern den Gebrauch des Plattdeutschen nahe bringen.
Den beiden Pädagogen Heiko Frese sowie Georg Schillmöller gelang mit dem neugegründeten Verein „Platt und Friesisch in der Schule“, innerhalb von zwei Jahren die Synchronfassung fertigzustellen. Unterstützt wurden sie von der Autorin der Ritter-Trenk-Bücher, Kirsten Boie. Die Übersetzung ins Niederdeutsche erfolgte durch Hartmut Cyriacks und Peter Nissen, die bereits zahlreiche Theaterstücke und Bücher, darunter zwei Harry-Potter- und mehrere Asterix-Bände ins Niederdeutsche übertragen hatten.
Die Sprechrollen erwachsener Figuren wurden unter anderem von Jan Graf, Axel Prahl, der auch schon in der hochdeutschen Version Hans vom Hohenlob sprach, und Gerd Spiekermann übernommen. Die größte Hürde war, die beiden Hauptrollen sowie vier weitere Kinderrollen zu besetzen. Auf einen Aufruf hin meldeten sich 160 Kinder, die zunächst am Telefon auf ihre Niederdeutschkenntnisse hin gecastet wurden. Die beiden Hauptrollen wurden durch Julius Lehmann (Ritter Trenk), der Plattdeutsch nicht zu Hause, sondern in einer Schul-AG lernte, und Lena Matthäi (Thekla) gesprochen. Im Film wird kein vereinheitlichtes Niederdeutsch gesprochen, sondern jeder Synchronsprecher spricht das Platt seiner Region. Die plattdeutsch sprechenden Kinder stammen aus Mecklenburg-Vorpommern, Nordfriesland, Südniedersachsen und dem Harz.
Die Synchronisation kostete 85.000 Euro. Finanziert wurde sie von der Medienförderungsgesellschaft Nordmedia sowie den fünfzehn Landschaftsverbände Niedersachsens, privaten Sponsoren, niederdeutschen Vereinen und Stiftungen. Die plattdeutsche Fassung wurde in der Startwoche in 45 norddeutschen Kinos gezeigt. Das waren mehr als beim Start der Originalversion.